# Lies Are More Flexible
 Lies Are More Flexible  — десятый студийный альбом группы GusGus, выпущенный 23 февраля 2018 года. Альбом записан на лейбле Oroom в 2017-2018 году.

## О альбоме
Lies Are More Flexible был анонсирован летом 2017 года, а уже 29 июня вышел первый трек Featherlight . В поддержку альбому GusGus выступили на радиостанции KEXP 1 ноября 2017 и исполнили 3 композиции с нового альбома .
В отличие от предыдущих альбомов, в записи нового участвовали только два человека —  Даниэль Аугуст Харальдсон и Бигги Тоураринссон.
Последние 4 трека этого альбома — инструментальные (за исключением Towards a Storm, где слышны мотивы женского напева).

## Список композиций
Все песни написаны GusGus.
| №  | Название                 | Длительность |
| -- | ------------------------ | ------------ |
| 1. | «Featherlight»           | 5:16         |
| 2. | «Don't Know How To Love» | 5:11         |
| 3. | «Fireworks»              | 4:56         |
| 4. | «Lifetime»               | 5:48         |
| 5. | «No Manual»              | 5:11         |
| 6. | «Lies Are More Flexible» | 5:14         |
| 7. | «Towards A Storm»        | 0:48         |
| 8. | «Fuel»                   | 7:37         |